# Halo 4
Halo 4 é um jogo eletrônico de tiro em primeira pessoa desenvolvido pela 343 Industries e publicado pela Microsoft Studios exclusivamente para o Xbox 360. É o quarto segmento da linha principal e o sétimo no geral da franquia Halo, o jogo foi lançado em 6 de novembro de 2012. Halo 4 é o primeiro de uma nova trilogia de jogos da franquia Halo, nomeada de "trilogia Reclaimer" ("trilogia Reclamante" em tradução livre). Halo 4 começa quatro anos após o final de Halo 3, seguindo o supersoldado humano ciberneticamente aprimorado, Master Chief, e sua constructo IA Cortana, enquanto encontram ameaças desconhecidas ao explorar um planeta de uma civilização antiga. O jogador assume o papel de Master Chief, que luta contra uma nova facção que se separou dos remanescentes do Covenant, uma antiga aliança militar de raças alienígenas, e contra os guerreiros mecânicos do império Forerunner, conhecidos como Prometheans. O jogo apresenta uma seleção de armas, inimigos e modos de jogo que não estão presentes nos títulos anteriores da série.
O desenvolvimento de Halo 4 começou em 2009 e continuou até setembro de 2012. Halo 4 é o primeiro título original da 343 Industries na série Halo - anteriormente, o desenvolvimento da série principal era realizado pela Bungie, criadora da franquia. No processo de desenvolvimento, a 343 Industries decidiu explorar a ficção Forerunner no universo Halo, levando a equipe a projetar um novo cenário, inimigos e antagonista principal. Os personagens e ativos existentes receberam revisões visuais, recriados do zero e a captura de movimento foi usada para animação em cutscenes. Um objetivo da história de Halo 4 era incorporar mais elementos humanos; para conseguir isso, os desenvolvedores optaram por aprofundar o relacionamento entre os dois protagonistas, Master Chief e Cortana. Vários estúdios externos ajudaram a 343 Industries no desenvolvimento de Halo 4, e mais de 350 pessoas trabalharam no jogo.
O jogo foi anunciado oficialmente na Electronic Entertainment Expo 2011 (E3) em 6 de junho. Foi revelado ao mesmo tempo que Halo: Combat Evolved Anniversary. Em 26 de setembro de 2012, foi anunciado que o jogo estava completo. O jogo foi lançado mundialmente em 6 de novembro, Com exceção do Japão, que recebeu o jogo em 8 de novembro de 2012. Antes do lançamento, a Microsoft afirmou que Halo 4 era o título de jogo eletrônico mais caro que a empresa havia criado até agora. O jogo foi comercializado com eventos e vídeos promocionais, incluindo a criação de um filme em live-action, Halo 4: Forward Unto Dawn. Halo 4 faturou US$ 220 milhões no dia do lançamento e US$ 300 milhões na semana de abertura - um recorde para a franquia. Mais de um milhão de pessoas jogaram Halo 4 no Xbox Live nas primeiras 24 horas de seu lançamento. O jogo recebeu críticas altamente positivas de críticos profissionais por seu multijogador, jogabilidade e recursos visuais, embora sua campanha tenha dividido críticas e seu modo de spartan ops tenha recebido criticismo; o jogo recebeu várias indicações e prêmios da imprensa. Foi relançado como parte da Halo: The Master Chief Collection para o Xbox One em 2014 e foi seguido por uma sequência, Halo 5: Guardians, em 2015.
O jogo será portado para PC como parte da Halo: The Master Chief Collection em 2020.

## Enredo

### Ambientação e personagens
O jogo Halo 4 se desenrola em um universo de ficção científica futurista, no ano 2557, quatro anos após os eventos de ''Halo 3''. O jogo e livros da franquia reconstroem detalhadamente que, centenas de milhares de anos antes da era moderna, os seres humanos foram uma das várias civilizações do universo.
Na sequencia, após uma guerra com um tipo de parasitas conhecidos por Floods, a humanidade e seus aliados entraram em conflito com uma raça altamente tecnológica conhecida como Forerunners, uma poderosa raça que conduzia uma política de benevolência, suportada por outras raças que chamariam de “Manto da Responsabilidade” (Mantle of Responsibility). Depois de anos de conflitos, os Forerunners derrotaram os seres humanos e lhes retiraram sua tecnologia e governo. Os Forerunners logo entram em luta contra os Floods com suas próprias forças; depois de esgotar todas as outras opções estratégicas disponíveis, os Forerunners ativariam armas de destruição em massa, conhecidas como “Halo Array”, que mataria, assim, todos os seres com vida consciente na galáxia, isso para privar os Floods do seu alimento. A vida que os Forerunners haviam catalogado seria, em seguida, semeada novamente por toda a galáxia.
No século XXVI, a humanidade, organizada sob o comando da UNSC (Comando Espacial das Nações Unidas), vem a ser atacada pelos Covenant, um coletivo religioso de diversas raças alienígenas, as quais reverenciam os Forerunners como deuses, e crêem que a ativação dos Halos lhes trará a salvação, e não a sua destruição. Um super-soldado humano (chamados de Spartans), Master Chief John-117, juntamente com sua AI (inteligência artificial), Cortana, vieram a contribuir no que se refere à desativação dos Halos, bem como em impedir os Floods de, uma vez mais, ameaçar a galáxia. No final de ''Halo 3'', Chief e Cortana ficam perdidos, à deriva no espaço desconhecido, a bordo do que sobrou da fragata 'UNSC Forward Unto Dawn.
Muito da campanha de Halo 4, bem como das missões do Spartan Ops, têm lugar ao redor ou no planeta artificial Forerunner, chamado Requiem, que é envolto por uma espécie de Esfera de Dyson. Faz parte do jogo também a Estação de Pesquisa Ivanoff Instalação 03 - uma base humana em órbita em torno de um dos anéis do Halo Array - e a órbita da Terra.

### Campanha
Quatro anos após os eventos de ''Halo 3'', ainda flutuando no espaço no que sobrou da fragata Forward Unto Dawn, que parou orbitando o planeta artificial Requiem. Cortana desperta Master Chief do sono criogênico pouco antes de forças Covenant abordarem a nave. O que restou da Dawn é capturado pela gravidade de Requiem, passando através de uma abertura na superfície do planeta para então chocar-se no seu interior.
Logo que Chief e Cortana iniciam a exploração de Requiem, iniciam-se também os combates com os hostis Covenant e Prometheans (raça artificial criada pelos Forerunners),  bem como as anomalias com Cortana. Ela revela que, passado o habitual período de funcionamento de um AI (sete a oito anos), ela está tornando-se "rampant", um estado mental em que o AIs em declínio lentamente passam a "pensar" na morte. Chief promete a Cortana que a levaria de volta à Terra, acreditando que sua criadora, Drª Catherine Halsey, pode curar ou reverter a condição de Cortana.
Chief e Cortana captam as transmissões distorcidas de uma nave humana, UNSC Infinity, que captou a chamada de socorro da Dawn. Cortana tenta avisar a Infinity para ficar longe da gravidade de Requiem e direciona o Chief para desativar o que ela acredita que seja sistemas comunicações. Em vez disso, Chief libera Ur-Didact, um antigo guerreiro Forerunner, de sua prisão. Didact assume o comando dos Prometheans e Covenant e inicia os ataques à Infinity, logo depois que ela é puxada para Requiem.
Chief faz contato com a Infinity e religa as armas para repelir o ataque de Didact. Chief e Cortana recomendam atacar a Didact enquanto ele é vulnerável, mas o capitão da Infinity, Del Rio, ordena-lhes para destruir a gravidade artificial e, assim, a nave poder escapar. Neste meio tempo, Chief é contatado por uma Forerunner conhecida como a Librarian, a esposa de Didact, bem como a antiga protetora da humanidade. Ela explica que os Forerunners foram divididos sobre como combater os Floods. Após uma falha para descobrir uma forma de imunizar seres biológicos contra os Floods, Didact usou um dispositivo chamado de Composer para converter os guerreiros Prometheans sob seu comando em versões digitais, imunes à infecção. Exigindo mais soldados, Didact forçadamente converte os seres humanos capturados em Prometheans, antes de ser detido e preso pela Librarian. A Librarian, que tem guiado a humanidade ao seu  desenvolvimento, acelera a evolução de Master Chief, concedendo lhe imunidade ao Composer. Depois de destruir a gravidade de Requiem, o Capitão Del Rio ordena que regressem a Terra, duvidando do depoimento de Cortana e Chief. Master Chief desobedece as ordens de retornar e, apesar do mal-funcionamento Cortana, insiste em permanecer na perseguição à Didact. O Comandante Lasky, da Infinity, dá a Chief um transporte armado (nave Pelican) e deseja-lhe boa sorte na luta.
Chief e Cortana tentam sabotar a nave de Didact antes que ele parta, mas como eles foram mal-sucedidos, perseguem a Didact a um anel Halo, Instalação 03. O Composer foi transferido do Halo para as proximidades da Estação de Pesquisa Ivanoff, que passar a ser atacada pelas forças Covenant. Master Chief defende a base Ivanoff, mas Didact recupera o Composer e o dispara contra a estação, desintegrando a todos, exceto a Master Chief. Chief e Cortana então utilizam uma nave caça para perseguir a Didact da nave através do “slipspace” (tipo de portal buraco de minhoca) que segue rumo a Terra. Com a ajuda da Infinity e forças da UNSC, Chief aborda a nave de Didact com um artefato nuclear, enquanto Cortana faz duplicatas de si mesma, na tentativade sobrecarregar os sistemas de proteção de Didact, que dispara o Composer contra a Terra por um corredor slipspace. Com a ajuda de Cortana, que consegue deter a Didact com suas duplicatas por alguns instantes, Chief consegue sobrepujar a Didact e detonar a bomba.
Chief acorda dentro de uma blindagem de luz sólida, criada por Cortana no momento da explosão, quando ela aparece explicando que eles foram bem-sucedidos em destruir o Composer e que ela o salvou, embora ela não possa mais voltar com ele. Cortana então toca a armadura de Master Chief, da meia volta e desaparece. Master Chief é então encontrado por uma equipa de salvamento da UNSC e é levado de volta para a Infinity, onde se lamenta com o Comandante Lasky sobre a perda de Cortana, sobre a Terra, sobre o dever, e o sobre o seu dever como soldado. Lasky repete algo dito anteriormente por Cortana sobre a questão de não ser apenas uma máquina, guiada pelo dever de proteger a humanidade.
Em uma cena pós-créditos, as forças da UNSC descem sobre a cidade de New Phoenix, localização onde Didact usou o Composer brevemente sobre a Terra, encontrando todos os seus habitantes mortos desintegrados. Em uma narração final, Didact proclama o papel dos Forerunner como guardiães da galáxia e sobre terem que suportar o Manto da Responsabilidade, e sobre a humanidade ser a maior ameaça na galáxia. Master Chief remove sua armadura a bordo da Infinity, e se o jogador completar o jogo na dificuldade “Legendary” (lendário), os olhos de Master Chief são mostrados rapidamente.

### Spartan Ops
Os eventos de Spartan Ops acontecem seis meses após o final da campanha de Halo 4. A nave Infinity retorna ao planeta Requiem, onde os Prometheans e as forças rebeldes Covenant ainda estão em atividade, lideradas por Jul 'Mdama, um guerreiro Sangheili que intitulou a si mesmo como "A Mão de Didact”. Sarah Palmer, a comandante dos esquadrões Spartan-IV, envia os esquadrões para eliminarem as forças Covenant e a Promethean de Requiem com a finalidade de implantar bases de pesquisas científicas. Durante a missão, o Esquadrão Crimson recupera um misterioso artefato, que estava sendo escavado pelos Covenant; o cientista da Infinity, Doutor Glassman, desaparece depois de estudar o dispositivo.
Drª Catherine Halsey é então trazida até a Infinity, devido a seu conhecimento sobre a tecnologia Forerunner; ela é mantida sob guarda de fuzileiros e Spartans incluindo Gabriel Thorne, que perdeu toda a sua família durante o ataque de Didact a New Phoenix. Estudando o artefato, Drª. Halsey começa a receber as mensagens no seu tablet de um remetente anônimo; a fonte das transmissões é revelada como sendo 'Mdama, que capturou o Dr. Glassman e o forçou a trabalhar em um aparelho Forerunner, o qual supostamente contataria a Librarian. Perseguindo a 'Mdama, o Esquadrão Crimson recupera outro artefato; quando Drª. Halsey examina o dispositivo, o qual exibe imagens que o Spartan Thorne reconhece como retratando a cidade de New Phoenix. Lasky revela então a Drª. Halsey e aos Spartans que o Conselho de Segurança da UNSC reconhece os Prometheans como sendo ex-humanos. Ao aproximar do artefato à procura de respostas, Thorne é então teleportado para Requiem e capturado pelos Covenant. Palmer prende Drª. Halsey por se comunicar com 'Mdama. Thorne consegue escapar de seu cativeiro para fora da base de 'Mdama base, e foge com Glassman; eles são finalmente resgatados pelo Esquadrão Majestic.
Halsey utiliza um código de sobreposição, forçando a AI da Infinity, Roland, a ajudá-la. Em busca de informações sobre como acessar a Librarian, Halsey descobre que Master Chief está vivo. Halsey faz então contatos com 'Mdama para tentar chegar a um acordo, uma vez que ambos querem encontrar a Librarian; a AI Roland finalmente se vê livre do controle de Halsey e alerta os guardas para apreender Halsey. Lasky decide colocar Halsey em sono criogênico para evitar ainda mais problemas, mas forças Promethean invadem a Infinity, capturam Halsey e a teleporta para base de 'Mdama. Serin Osman, chefe do Escritório de Inteligência Naval (ONI), da ordens a Lasky  para encontrar e matar Drª. Halsey, no entanto ele está relutante em fazê-lo. Palmer segue para Requiem para executar a Halsey; Lasky envia uma mensagem para o Esquadrão Majestic para intervir e salvar Halsey de 'Mdama.
Halsey avança no dispositivo Forerunner e faz contato com a Librarian. A Librarian dá a Halsey duas partes da "chave Janus", um instrumento que fornece a localização, em tempo real, para cada peça de tecnologia Forerunner espalhados pela galáxia; a Librarian encarrega Halsey utilizar a chave Junus para evoluir a humanidade. Após receber a chave, Halsey sai do dispositivo e 'Mdama pega uma parte para si. Halsey passa então a segunda parte para Thorne, do Esquadrão Majestic qua acaba de chegar, bem como e Palmer. Palmer consegue atingir o braço de Halsey com um disparo antes que um Promethean teleportasse a 'Mdama e Halsey para fora da base. 'Mdama ajusta a rota de Requiem para que colida com estrela mais próxima (o sol de Requiem, Epoloch) e dá ordens às suas forças para evacuarem o planeta. Os esquadrões Crimson e Majestic conseguem desativar os artefatos em Requiem que ancoravam a Infinity em sua órbita, permitindo que a Infinity se evadisse antes que o planeta Requiem fosse totalmente destruído. Enquanto isso, Drª. Halsey, que perdeu seu braço ferido, diz a 'Mdama que ela foi traída pela UNSC e oferece-se para aliar-se com ele para a vingança.

## Desenvolvimento
A história de Halo 4 é menos focado no tradicional gênero tiro em primeira pessoa da série, envolvendo mais mistérios, exploração e descobertas. Desenvolvedores descreveram o jogo como sendo de grande escala. Elementos Forerunner são muito apresentados no ambiente do jogo. O jogo poderá revelar como a humanidade e a UNSC se adaptaram à galáxia depois do fim da guerra contra os Covenants, e como eles obtiveram tecnologia Forerunner.
Diferente da trilogia original, a história foi desenvolvida para ser parte de um arco de 3 jogos desde o começo. A desenvolvedora 343 Industries quer "uma maior conectividade entre todas as suas futuras mídias do que anteriormente", e que o livro Halo: Primordium, A Saga dos Forerunners, o livro pós-guerra Halo: Glasslands, e os terminais de Halo: Combat Evolved Anniversary, vão definitivamente ter conexões com a história de Halo 4.
O Diretor de entretenimento da Microsoft UK, Stephen McGill, descreveu o lançamento de Halo: Combat Evolved Anniversary como uma forma de introduzir uma nova geração de fãs à série Halo antes do lançamento do Halo 4.